# 密果槭
密果槭（学名：Acer kuomeii）是无患子科槭属的植物，为中国的特有植物。分布在中国大陆的云南、广西等地，生长于海拔1,200米至2,100米的地区，见于林中，目前已由人工引种栽培。

## 别名
国楣槭（植物分类学报）